# SJ Pa sorozat
Az SJ Pa sorozat egy svéd 15 kV, 16,7 Hz áramnemű villamosmozdony-sorozat volt. 1914 és 1915 között gyártotta az ASEA. Összesen 2 darab készült belőle. Svédország első villamosított vonala a Malmbanan volt, és az SJ-nek szüksége volt egy gyors mozdonysorozatra a nagytávolságú személyszállító vonatok továbbításához. Az 1950-es években selejtezték a mozdonyokat. Egyet sikerült megőrizni belőle.